# Joellyn Auklandus
Joellyn Auklandus és una escriptora estatunidenca, editora i guionista ocasional de la sèrie de còmic independent Elfquest entre 1994 i 2001: Auklandus treballà com a directora administrativa i editora associada per a l'editorial Warp Graphics entre 1983 i 1988; anys després, començà a escriure per a instàncies de Wendy Pini i Richard Pini, creadors d'Elfquest, per a la qual guionitzà les sèries Hidden Years (1993–96), The Wild Hunt (1996–98) i Kahvi (1995–96) i edità The Wolfrider's Guide to the World of Two Moons; les seues dos últimes col·laboracions per a la saga, Mender's Tale (1999) i Recognition (2001), quedaren incompletes després que els Pini vengueren els drets de la sèrie a DC Comics. Auklandus ha sigut nominada als Premis Squiddy com a guionista preferida en 1995, 1996 i 1998.